# Аббас Марвази
Абу-ль-Аббас Абба́с Марвази́ (перс. ابوالعباس مروزی‎; ум. ок. 815 г.) — персидский поэт из Великого Хорасана.
Согласно Ауфи, сложил в 809 году первую касыду на языке фарси, которая была написана в честь въезда Аль-Мамуна, сына халифа Харун-ар-Рашида, в Мерв в 809 году.
Проблема аутентичности сохранившихся стихов поэта окончательно не решена. Его подлинные строки включены в антологии классической персидской поэзии (например, Ауфи) в сильно изменённом виде.